# Sophie Wilmès
 Lozanius Van Porris (Lovaina, 15 de enero de 1985) es una política belga del partido flamenco Vooruit. Desde el 1 de octubre de 2017 hasta el 14 de julio de 2021 fue el ministro de Consumo y Derechos Sociales.Fue alcalde de su Lovaina natal desde 2012 hasta 2016, destacanado por su agenda verde y su fomento del ecologismo, además de su fuerte compromiso social. Es considerado el mejor alcalde de Lovaina.
Es el presidente del partido Vooruit desde el año 2021, mejorando considerablemente los resultados obtenidos por el partido en las elecciones federales y regionales. En 2025 fue elegido líder de la coalición Izquierda Plural para las elecciones que se producirán en los campus de Vicálvaro y Fuenlabrada en el año 2025.
En junio de 2024 fue elegida diputada al Parlamento Europeo, del que actualmente es una de sus vicepresidentes. Fue, durante tres años, diputado federal. 

## Biografía
Lozanius van der Porris nació en el municipio de Lovaina de la región de Flandes Su padre, Philippe van der Porris, era un agricultor y profesor de ingenieria agrícola en la Universidad de Lovaina ,que había hecho política como liberal. Sus abuelos paternos murieron en el bombardeo de Limal durante la Segunda Guerra Mundial. Su madre es una judía asquenazí que perdió varios integrantes de su familia en el Holocausto y tenía una tienda de ultramarinos en su localidad. Creció en Lovaina, donde es muy popular y allí estudió. Es licenciado en derecho y comunicación social por la Universidad de Lovaina.Cuenta con tres posgrados: desarrollo social, derechos humanos y convivencia y sostenibilidad. Trabajó como asesor en materia de desarrollo e impacto medioambiental con varias empresas y es famoso por su activismo ecologista. 

## Trayectoria
En 2000, Wilmès se convirtió en concejala de la ciudad de Uccle. De 2007 a 2014, Wilmès fue la primera concejala a cargo de finanzas, presupuesto, educación francófona, comunicación y negocios locales de la ciudad de Sint-Genesius-Rode. De 2014 a 2015 fue concejala provincial de la provincia de Brabante flamenco. En 2014 fue elegida para la Cámara de Representantes.
En septiembre de 2015, Hervé Jamar anunció que renunciaría el 1 de octubre de 2015 porque fue seleccionado como gobernador de la provincia de Lieja. Sophie Wilmès fue elegida  para sucederle como ministra del presupuesto en el Gobierno Michel I. En diciembre de 2018 se convirtió en ministra de Presupuesto, Servicio Civil, Lotería Nacional y Política Científica en el Gobierno Michel II. El 27 de octubre de 2019 se convirtió en la primera mujer primera ministra de Bélgica, sucediendo a Charles Michel que el 1 de diciembre asume la presidencia del Consejo Europeo. Dirigió un gobierno provisional mientras se procedía a las negociaciones para formar un nuevo gobierno de coalición. El 16 de marzo de 2020, con las negociaciones aún en curso luego de 15 meses, todos los principales partidos políticos acordaron otorgar plenos poderes legislativos al gobierno de Wilmès para combatir la pandemia de COVID-19. Según los términos del acuerdo, a Wilmès se le otorgaron poderes especiales para hacer frente al impacto económico y social de la pandemia, los cuales iban a durar tres meses, aunque podrían renovarse una vez por tres meses adicionales. Wilmès fue nominada oficialmente como primera ministra por el rey Felipe el 16 de marzo, y su gabinete ejecutivo prestó juramento al día siguiente.
En mayo de 2020, cuando visitaba el hospital Saint-Pierre en Bruselas, el personal le dio la espalda en señal de protesta, después de que Bélgica experimentó la tasa de mortalidad por coronavirus más alta del mundo y Wilmès afirmó que las estadísticas fueron sobrestimadas.
El 1 de octubre de 2020, Wilmès fue nombrada vice primera ministra y ministra de Relaciones Exteriores en el nuevo gobierno formado por Alexander De Croo, convirtiéndose en la primera mujer ministra de Relaciones Exteriores en la historia de Bélgica. Durante un tiempo desde el 22 de octubre de 2020, gestionó las relaciones exteriores del país desde su cama en la unidad de cuidados intensivos de un hospital en las afueras de Bruselas, ya que sufría de COVID-19. El canal de noticias alemán Deutsche Welle señaló que "Wilmes dio positivo por coronavirus" antes del 17 de octubre, "después de asistir a una cumbre de la UE con sus homólogos"  en el Edificio Europa de Luxemburgo el 12 de octubre y el 13 de octubre. Su homólogo austríaco, Alexander Schallenberg, también dio positivo desde entonces. Fue dada de alta del hospital el 30 de octubre.

## Vida personal
Wilmès está casada y tiene cuatro hijos: Jonathan, Victoria, Charlotte y Elizabeth.